# Biathlon-Weltmeisterschaften 2011/Ergebnisse
Diese Seite gehört zum Artikel Biathlon-Weltmeisterschaften 2011.

## Staffel 2 × 6 km + 2 × 7,5 km
| Platz | Land                   | Sportler                                                                      | Zeit      | Strafrunden + Nachlader                 |
| ----- | ---------------------- | ----------------------------------------------------------------------------- | --------- | --------------------------------------- |
| 1     | Norwegen               | Tora Berger Ann Kristin Flatland Ole Einar Bjørndalen Tarjei Bø               | 1:14:22.5 | 0+1 - 0+0 0+1 - 0+1 0+2 - 0+1 0+0 - 0+1 |
| 2     | Deutschland            | Andrea Henkel Magdalena Neuner Arnd Peiffer Michael Greis                     | +22.9     | 0+2 - 0+0 0+0 - 0+0 0+1 - 0+2 0+2 - 0+1 |
| 3     | Frankreich             | Marie-Laure Brunet Marie Dorin Alexis Bœuf Martin Fourcade                    | +1:16.2   | 0+2 - 0+2 0+0 - 0+3 0+0 - 0+1 0+0 - 0+0 |
| 4     | Schweden               | Helena Ekholm Anna Carin Zidek Björn Ferry Carl Johan Bergman                 | +1:35.8   | 0+2 - 0+2 0+0 - 1+3 0+0 - 0+0 0+0 - 0+3 |
| 5     | Italien                | Michela Ponza Katja Haller Christian De Lorenzi Lukas Hofer                   | +1:55.1   | 0+1 - 0+0 0+0 - 0+0 0+2 - 0+3 0+1 - 0+2 |
| 6     | Russland               | Swetlana Slepzowa Olga Saizewa Jewgeni Ustjugow Iwan Tscheresow               | +3:08.4   | 1+3 - 1+3 0+0 - 1+3 0+0 - 0+0 0+2 - 0+0 |
| 7     | Österreich             | Iris Waldhuber Ramona Düringer Dominik Landertinger Christoph Sumann          | +3:17.0   | 0+1 - 0+0 0+1 - 0+2 0+0 - 0+1 0+2 - 1+3 |
| 8     | Ukraine                | Oksana Chwostenko Wita Semerenko Oleksandr Bilanenko Serhij Semenow           | +3:20.4   | 1+3 - 0+0 0+0 - 1+3 0+1 - 0+2 0+0 - 0+0 |
| 9     | Finnland               | Mari Laukkanen Kaisa Mäkäräinen Paavo Puurunen Timo Antila                    | +3:24.2   | 0+1 - 0+2 0+0 - 0+0 0+0 - 0+2 0+2 - 1+3 |
| 10    | Belarus                | Nadseja Skardsina Darja Domratschawa Sjarhej Nowikau Jauhen Abramenka         | +3:54.3   | 0+0 - 0+2 0+0 - 0+1 0+1 - 0+1 0+2 - 1+3 |
| 11    | Tschechien             | Veronika Vítková Gabriela Soukalová Zdeněk Vítek Ondřej Moravec               | +4:07.1   | 0+3 - 0+1 0+2 - 0+1 0+2 - 0+3 0+0 - 0+0 |
| 12    | Slowakei               | Anastasiya Kuzmina Jana Gereková Miroslav Matiaško Pavol Hurajt               | +5:04.8   | 0+1 - 0+1 1+3 - 0+3 0+2 - 0+2           |
| 13    | Vereinigte Staaten     | Sara Studebaker Laura Spector Jay Hakkinen Leif Nordgren                      | +5:11.1   | 0+3 - 0+2 0+2 - 0+2 0+1 - 0+0 0+2 - 0+2 |
| 14    | Estland                | Kadri Lehtla Eveli Saue Indrek Tobreluts Kauri Kõiv                           | +5:16.7   | 0+3 - 0+1 0+1 - 0+1 0+1 - 1+3 0+0 - 0+3 |
| 15    | Schweiz                | Selina Gasparin Elisa Gasparin Thomas Frei Christian Stebler                  | +5:27.5   | 0+0 - 0+3 0+0 - 0+2 0+1 - 0+2 1+3 - 0+3 |
| 16    | Slowenien              | Teja Gregorin Andreja Mali Janez Marič Klemen Bauer                           | +6:14.8   | 0+1 - 2+3 0+3 - 0+3 0+0 - 0+0 0+1 - 1+3 |
| 17    | Polen                  | Agnieszka Cyl Magdalena Gwizdoń Krzysztof Pływaczyk Mirosław Kobus            | +7:05.4   | 0+0 - 0+1 0+1 - 0+2 1+3 - 0+0 0+1 - 0+1 |
| 18    | Lettland               | Madara Līduma Žanna Juškāne Ilmārs Bricis Edgars Piksons                      | LPD       | 0+0 - 1+3 0+2 - 0+1 0+0 - 0+3           |
| 19    | Vereinigtes Königreich | Amanda Lightfoot Adele Walker Lee-Steve Jackson Pete Beyer                    | LPD       | 1+3 - 0+1 0+1 - 0+1 0+0 - 0+1 0+0 - 0+3 |
| 20    | Volksrepublik China    | Tang Jialin Xu Yinghui Ren Long Li Zhonghai                                   | LPD       | 0+3 - 0+1 0+1 - 1+3 0+0 - 0+2 0+1 - 0+3 |
| 21    | Japan                  | Fuyuko Suzuki Itsuka Owada Kazuya Inomata Satoru Abe                          | LPD       | 0+3 - 2+3 0+0 - 0+2 0+1 - 0+0 0+0 - 0+3 |
| 22    | Kasachstan             | Marina Lebedewa Jelena Chrustaljowa Alexander Trifonow Alexander Tscherwjakow | LPD       | 0+2 - 0+3 0+1 - 0+2 1+3 - 0+2 0+0 - 0+0 |
| 23    | Rumänien               | Éva Tófalvi Réka Ferencz Roland Gerbacea Remus Faur                           | LPD       | 0+0 - 0+0 0+3 - 0+0 0+3 - 1+3 0+2 - 0+0 |
| 24    | Litauen                | Diana Rasimovičiūtė Aliona Sosunova Aleksandr Lavrinovič Karolis Zlatkauskas  | LPD       | 0+1 - 0+0 0+0 - 0+3 1+3 - 0+0 0+2 - 0+0 |
| 25    | Bulgarien              | Nija Dimitrowa Dessislawa Stojanowa Miroslaw Kenanow Martin Bogdanow          | LPD       | 1+3 - 0+3 3+3 - 0+2 0+1 - 0+1           |
| 26    | Südkorea               | Mun Ji-hee Kim Seo-ra Jun Je-uk Lee Jung-sik                                  | LPD       | 0+1 - 1+3 0+1 - 0+3 0+0 - 0+2 1+3 - 1+3 |

Datum: Mittwoch, 3. März 2011, 12:30 Uhr
Am Start waren 26 Staffel, damit wurde ein neuer Teilnahmerekord für Mixed-WM-Staffeln verzeichnet. Vor allem die starken Nationen traten weitestgehend in bester Besetzung an. 17 Staffeln erreichten das Ziel, neun wurde als überrundete Staffeln nach dem letzten Schießen aus dem Wettkampf genommen (LPD = Lap dinstance).
Anwesend waren Vertreter des IOC, die den Wettkampf beobachteten, um im April des Jahres eine Entscheidungshilfe zu haben, wenn über die Aufnahme der Mixed-Staffel in das olympische Programm entschieden wird.